# La Haye (Manche)
La Haye – gmina we Francji, w regionie Normandia, w departamencie Manche. W 2013 roku liczba ludności wynosiła 4077 mieszkańców.
Gmina została utworzona 1 stycznia 2016 roku z połączenia dziewięciu ówczesnych gmin: Baudreville, Bolleville, Glatigny, La Haye-du-Puits, Mobecq, Montgardon, Saint-Rémy-des-Landes, Saint-Symphorien-le-Valois oraz Surville. Siedzibą gminy została miejscowość La Haye-du-Puits.